# Палаты Полтевых — Волконских
Палаты По́лтевых — Волко́нских — историческое здание в Москве, построенное в XVII веке. Современный адрес: улица Волхонка, дом 8, строение 8. Объект культурного наследия федерального значения.

## История
Владение известно с 1669 года, когда оно принадлежало думному дворянину Ф. А. Полтеву (см. Полтевы), позднее его сыну стольнику Я. Ф. Полтеву. По стилевым особенностям время постройки палат оценивается как третья четверть XVII века. В 1716 году палатами владела М. С. Полтева, вдова полковника Я. И. Полтева, племянника Я. Ф. Полтева. После смерти вдовы владение, скорее всего, отошло в Земский приказ, откуда было выделено в 1720 году княгине С. А. Волконской, жене М. Д. Волконского (см. Волконские). В 1760 году она продала усадьбу Камер-коллегии, после чего в палатах разместился питейный дом «Волхонка», название которого произведено от фамилии Волконских и в конечном счёте дало название улице Волхонке.
После 1787 года усадьба вновь стала частной (дворян Фаминцевых), а палаты — жилыми, тогда же их надстроили и продлили здание к северо-востоку, но здание перестало быть главным домом. Новый дом усадьбы был выстроен по красной линии улицы. Кабак перенесли в западную пристройку к новому дому. В 1801—1805 гг. усадьбой владел полковник Е. Е. Рынкевич, будущий вице-губернатор Москвы.
Древность здания обнаружена учёными в 1950-х гг., остатки декора раскрыты. К началу XXI века пришло в аварийное состояние. В 2010-х гг. здание передано ГМИИ им. Пушкина. Был проект перекрытия двора между палатами и новым главным домом, против которого выступали градозащитники. В 2017 году здание законсервировано: обшито досками, стянуто швеллерами. В 2018 году официально признано памятником федерального значения. В 2019 году составлен проект реставрации палат по состоянию на XVII век. В марте 2021 года началась реставрация, в 2023 году ещё не завершённая.

## Архитектура
Палаты представляют собой два нижних этажа в юго-западной части современного здания. Они располагались по границе исторического владения, вдоль которой проходил переулок, исчезнувший во второй половине XVIII века. Их вытянутый, приблизительно прямоугольный в плане, объём включает подклет и основной этаж. Главный фасад выходит во двор. Из-за расположения на уклоне подклет со стороны переулка полностью скрыт землёй. Своды и стены подклета выстроены из белого камня, а основного этажа — из «орлёного» кирпича. Предполагается существование ещё одного, деревянного, этажа над палатами, но его следов, в том числе лестниц, не найдено, так что деревянные хоромы могли располагаться и отдельно. В подклете и основном этаже — по три приблизительно квадратных в плане помещения и одно слегка вытянутое и скошенное в соответствии с границей владения (в уровне подклета засыпано).
После многочисленных переделок от декора фасадов сохранились лишь небольшие фрагменты. Первоначально главный фасад был разделён парными полуколонками, которые соответствовали местам примыкания внутренних стен. В каждом блоке имелись оконные проёмы, украшенные крупными наличниками, которые были связаны в единую тройную композицию с малыми колонками, помещёнными между окон. Задний фасад изначально, вероятно, был глухим, а сохранившиеся окна пробиты позднее, в конце XVIII века. Он украшен более скромно, и на месте парных полуколонок находились плоские лопатки.